# Le Marquis d'Esquilache
Pour plus de détails, voir Fiche technique et Distribution.
Le Marquis d'Esquilache (Esquilache) est un film espagnol réalisé par Josefina Molina, sorti en 1989.

## Synopsis
Le film se base sur la révolte contre Esquilache.

## Fiche technique
- Titre : Le Marquis d'Esquilache
- Titre original : Esquilache
- Réalisation : Josefina Molina
- Scénario : Josefina Molina, Joaquín Oristrell et José Sámano d'après la pièce de théâtre Un soñador para un pueblo d'Antonio Buero Vallejo
- Musique : José Nieto
- Photographie : Juan Amorós
- Montage : Pablo G. del Amo
- Production : José Sámano
- Société de production : Sabre Films
- Pays :  Espagne
- Genre : Drame et historique
- Durée : 100 minutes
- Dates de sortie : 
  -  Espagne : 26 janvier 1989

## Distribution
- Fernando Fernán Gómez : Esquilache
- José Luis López Vázquez : Campos
- Ángela Molina : Fernanda
- Ángel de Andrés : Ensenada
- Concha Velasco : Pastora
- Adolfo Marsillach : Charles III
- Amparo Rivelles : Élisabeth Farnèse
- Alberto Closas : Villasanta
- Tito Valverde : Bernardo
- Francisco Portes : Sabatini

## Distinctions
Le film a été présenté en sélection officielle en compétition lors de Berlinale 1989.